# Moeraki Boulders
 (juillet 2020).
Si vous disposez d'ouvrages ou d'articles de référence ou si vous connaissez des sites web de qualité traitant du thème abordé ici, merci de compléter l'article en donnant les références utiles à sa vérifiabilité et en les liant à la section « Notes et références ».
Les Moeraki Boulders sont des rochers sphériques exceptionnellement grands situés le long d'un tronçon de la Koekohe Beach sur le platier de la baie d'Otago, entre Moeraki et Hampden, sur l'Île du Sud, en Nouvelle-Zélande.
Les blocs les plus imposants pèsent plusieurs tonnes et vont jusqu'à trois mètres de diamètre.
Une érosion de 60 millions d'années dans le sable des falaises côtières aurait donné cette forme sphérique étrange.
Ils se seraient formés à partir des sédiments du fond marin pendant le Paléocène précoce.
Il s'agirait de dépôts de calcites autour de noyaux de boue fossilisés.

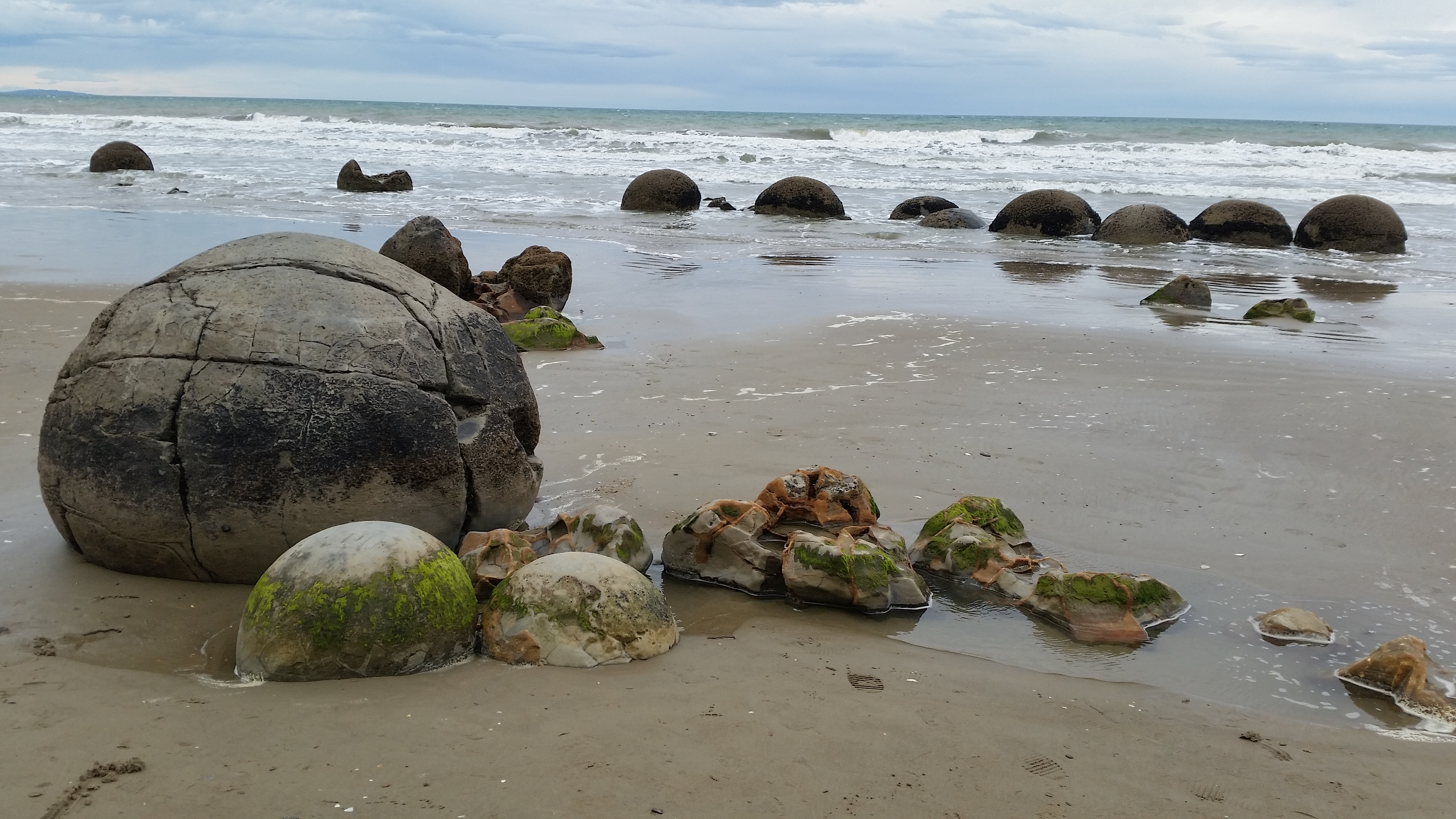
Les Moeraki Boulders sur la plage de Koekohe